# Командування (орган управління)
Командування — організаційно-штатний або створений тимчасово орган військового управління, який має у своєму складі штаб, служби, колективи, окремі посадові особи, що наділені правами і обов'язками стосовно оперативного керівництва військами (силами) у мирний і воєнний час. Через командування командувачі (головнокомандувачі) здійснюють процес цілеспрямованого впливу на війська, для підтримки готовності військ до виконання завдань за призначенням, їх підготовки та успішного виконання ними завдань у ході ведення операції (бойових дій).

## Зміст
Командуванню оперативної ланки зазвичай підпорядковуються різні з'єднання та частини одного або, як виключення, різних видів (родів) збройних сил. Командуванню стратегічного рівня управління підпорядковуються об'єднання одного, а іноді і декількох видів збройних сил. Вперше командування, як орган управління військами, появилися в Королівських повітряних силах Великої Британії у 1936 році. За часів Другої світової війни багато армій союзників почали формувати такі ланки військового управління.
Командування збройних сил у регіональній зоні або на театрі воєнних дій є основним оперативним об'єднанням, призначеним для вирішення певних оперативно-стратегічних завдань.